# Václav Matějka
Václav Matějka (* 4. července 1937 Katovice u Strakonic) je český scenárista a režisér a spisovatel.

## Literární tvorba

### Vydané knihy
- Intimní zóna (2024)
- Ďábel se neptá: Mlynářská balada (2020)
- Nahota (2017)
- Jak se hledá perla (2017)
- Jak miluje Anna Marie (2007)
- Anděl s ďáblem v těle (2006)

## Filmová tvorba

### Námět
- Má láska s Jakubem (1982)
- Pomerančový kluk (1975)
- Návraty (1972)
- Nahota (1970)

### Scénář
- Uzavřený okruh (1989)
- Anděl svádí ďábla (1988)
- Můj hříšný muž (1986)
- Noc smaragdového měsíce (1984)
- Anděl s ďáblem v těle (1983)
- Má láska s Jakubem (1982)
- Hodina života (1981)
- Svítalo celou noc (1980)
- Sólo pro starou dámu (1978)
- Hodina pravdy (1977)
- Pomerančový kluk (1975)
- Zlá noc (1973)
- Návraty (1972)
- Nahota (1970)

### Režie
- Uzavřený okruh (1989)
- Anděl svádí ďábla (1988)
- Anděl se vrací (1988)
- Můj hříšný muž (1986)
- Noc smaragdového měsíce (1984)
- Anděl s ďáblem v těle (1983)
- Má láska s Jakubem (1982)
- Hodina života (1981)
- Svítalo celou noc (1980)
- Sólo pro starou dámu (1978)
- Hodina pravdy (1977)
- Pomerančový kluk (1975)
- Zlá noc (1973)
- Návraty (1972)
- Nahota (1970)

### Asistent režie
- Bílá oblaka (1962)
- Akce Kalimantan (1962)
- Jarní povětří (1961)
- Rychlík do Ostravy (1960)

### Pomocná režie
- Ta třetí (1968)
- Jak se zbavit Helenky (1967)
- První den mého syna (1964)
- Preclík (1964)
- Bez svatozáře (1963)

### Titulky - česká verze
- Majáková loď (1985) (USA)
- Policie (1985) (USA)
- Bílá orchidej (1983) (USA)

### Asistent vedoucího produkce
- Velká samota (1959)

### Nejvýraznější úspěchy na mezinárodních filmových festivalech
- Nahota - MFF CANNES (1969) - Deset nejlepších prvních děl roku, hlavní soutěž

## Televizní tvorba

### Dokumentární tvorba - námět, scénář, režie
- Oživlá minulost
- Peter Brook v Praze
- Rozhovory s Brookem
- Ilja Hurník
- Lahti

### Hraná tvorba - scénář, režie
- seriál Detektiv Martin Tomsa (díly: Camel story, Zlatá klec, Bílá past, Únos Marty M.)

## Divadelní muzikálová tvorba

### Scénář, režie
- Anděl s ďáblem v těle - HD Karlín (1999)
- Kristián - ND Brno (2002)